# Kőboldogfalva
Kőboldogfalva (románul: Sântămăria de Piatră) falu Romániában, Hunyad megyében.

## Nevének eredete
Mind magyar, mind román nevének központi eleme Szűz Máriára utal. Másik tagja, amely legkorábbról 1735-ből datálható, Őraljaboldogfalvától különbözteti meg, és kőfejtésével hozható összefüggésbe.

## Fekvése
Pusztakalántól mintegy 6 km-re északra, Dévától 22 km-re délkeletre, a Sztrigy jobb partján fekszik.

## Népesség

### Etnikai és vallási megoszlás
- 1910-ben 527 lakosa volt, ebből 516 román, 9 cigány és 2 német nemzetiségűnek vallotta magát. 525 volt közülük ortodox és két zsidó vallású.
- 2002-ben 162 román lakosából 156 volt ortodox vallású.

## Története
Hunyad vármegyei falu volt. 1346-ban Bodhogazzonyfalva néven említették először. 1363-ban volochalis-nak, román lakosságúnak írták. A középkor végén Déva várának birtoka volt. A 17–18. században kisnemesek is lakták, 1784-ben a parasztok feldúlták nemesi udvarházait. Híres juhvásárokat tartott.
Lakói 1851-ben kezdtek pereskedni erdőhasználati jogukért, amelytől br. Bornemisza fosztotta meg őket. A bíróságok 1858-ig négyszer utasították el kérelmüket, majd 1876-ban újrakezdődött a per. A báró 1877 elején egy erdőrészt ajánlott föl kompenzációképpen, de a parasztok ezt nem fogadták el. Májusban a lakosok a feszületre és az evangéliumra esküdtek föl, hogy nem vállalnak napszámot a báró földjén, nem teszik be a lábukat a báró kocsmájába és nem őrletnek a báró malmában. Stratégiájuk bevált – június végén a báró engedett.